# Acrocercops apoblepta
Acrocercops apoblepta är en fjärilsart som beskrevs av Turner 1913. Acrocercops apoblepta ingår i släktet Acrocercops och familjen styltmalar. Inga underarter finns listade i Catalogue of Life.